# 김종석 (1899년)
김종석(金鍾錫, 일본식 이름: 金井鍾久, 1899년 5월 7일 ~ 몰년 미상)은 일제강점기의 법조인이다. 본관은 김해이며 충청남도 공주시 출신이다.

## 생애
조선총독부 중추원 참의를 역임한 김갑순의 첫째 아들로 태어났다. 1922년 3월에 경성법학전문학교를 졸업했으며 1922년 12월부터 공주지방법원 대전지청 서기과 서기 겸 통역생으로 근무했다. 1926년 9월 14일에는 대구지방법원 상주지청 판사로 임명되었고 1927년 4월 25일에는 부산지방법원 마산지청 판사로 임명되었다. 1928년 11월 16일에는 일본 정부로부터 쇼와 대례 기념장을 받았다. 1930년 10월 11일에는 경성지방법원 인천지청 판사로 임명되었으며 1932년 2월 15일에는 전주지방법원 군산지청 판사로 임명되었다.
1934년 8월 27일에는 경성지방법원 수원지청 판사로 임명되었고 1937년 9월에는 일본 정부로부터 훈6등 서보장을 받았다. 1939년 10월 26일에 경성지방법원 수원지청에서 열린 재판에서 《보안법》 위반 및 사기 혐의로 기소된 사이비 종교 단체 무극정도교(無極正道敎) 교주인 안민환(安民煥)에게 징역 2년 6개월형을 선고하는 한편 《보안법》 위반 혐의로 기소된 권태로(權泰魯)에게 징역 8개월형을 선고했다.
1942년 9월에는 일본 정부로부터 훈5등 서보장을 받았고 1944년 3월 25일에는 대구지방법원 안동지청 판사로 임명되었다. 이러한 행적으로 인해 민족문제연구소의 친일인명사전에 수록되었다. 광복 이후인 1948년에 서울에서 변호사로 근무했으나 이후의 행적에 대해서는 알려져 있지 않다.

## 가족 관계
- 1번째 아내 : 김학필 (金學筆, 생년 미상 ~ 1932년, 김윤환의 딸)
  - 아들 : 김승태 (金昇泰, 1920년 2월 3일 - 2001년 12월 24일)
  - 아들 : 김영태 (金永泰, 처음 이름은 기태(基泰))
  - 아들 : 김성태 (金成泰)
  - 2번째 아내 : 이절자 (李節子, 이규완의 딸)

## 참고자료
- 민족문제연구소 (2009). 〈김종석2〉. 《친일인명사전 1 (ㄱ ~ ㅂ)》. 서울. 600쪽.